# 第一次イタリア戦争
第一次イタリア戦争（だいいちじイタリアせんそう）は、ローディの和によって五大国時代を迎えていた近世イタリアにおいて、イタリア半島の掌握を目指して行われたフランス王シャルル8世による軍事侵攻を指す。
中央集権によって大国化に成功したフランスは2万名以上の大軍を動員して有利に戦ったが、イタリア諸侯の激しい抵抗が始まると次第に苦戦を強いられた。最終的に神聖ローマ帝国・スペイン王国の援助を受けたイタリア諸侯軍によってフランス軍は撃退され、シャルル8世は本国に逃げ帰った。シャルル8世の目論みは失敗したが、以降イタリア諸侯の支配権を巡る戦い（イタリア戦争）が継続する事になる。

## 概要

### 背景
1489年9月11日、ナポリ王フェルディナンド1世は教皇領（教会）との激しい対立を経て、当時の教皇インノケンティウス8世によって破門処分を受けた。
インノケンティウス8世は政治的な立場が弱まったフェルディナンド1世を失脚させるべく、ナポリ王家の縁者であったフランス王シャルル8世にナポリ王位への推薦を与えた。しかし1492年にナポリ王家と教会の間で和議が成立すると、破門は取り消され、この話は有耶無耶となった。1494年1月、フェルディナンド1世は息子のアルフォンソ2世に王位を譲って病没する。無視された形になったシャルル8世は不満を持ち、教会の説得を無視してアルフォンソ2世に王位を請求し続けた。

### フランスの侵攻

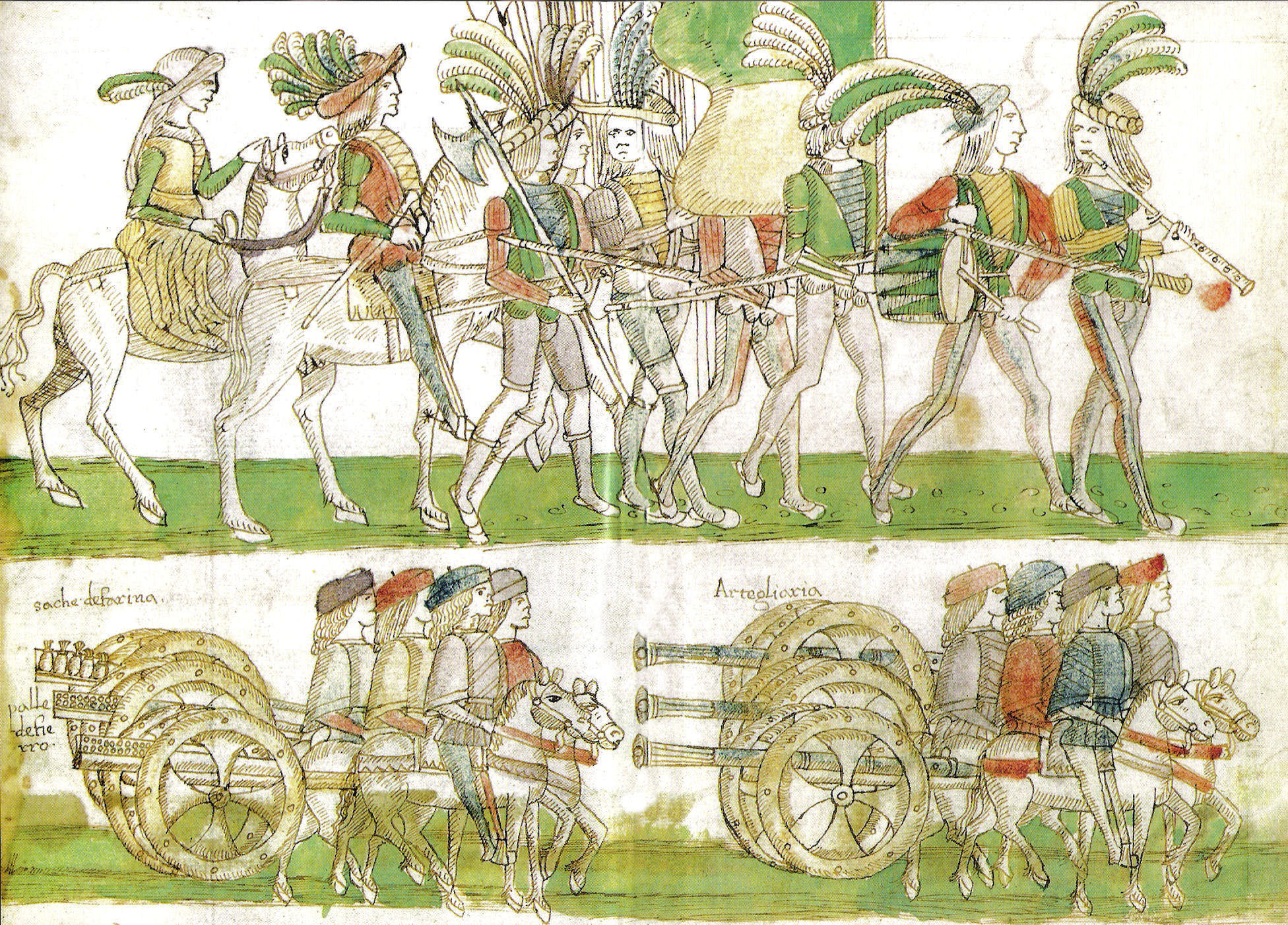
ナポリに入城するフランス軍（1495年）

1494年10月、叔父のルドヴィーコ・スフォルツァ・イル・モーロによって実権を奪われていた病弱な若きミラノ公ジャン・ガレアッツォ・スフォルツァが死没した。機会を逃さずルドヴィーコ・スフォルツァは、甥の妹である神聖ローマ皇帝マクシミリアン1世の妃ビアンカ・マリア・スフォルツァに兄の遺産を与える代わりに、自らがミラノ公を継承する許しを得た。これに同じ五大国の一角であるナポリ王国が異論を唱え、アルフォンソ2世はミラノ公位を渡すように要求した。
自らの失脚を恐れたルドヴィーコ・スフォルツァは、父の築いたローディの和によるイタリアの平穏を自ら破壊する選択をした。シャルル8世を煽り立て、そればかりか自らの領土の通行権を与えたのである。新しい教皇アレクサンデル6世を毛嫌いしていたシャルル8世は、教会によるかつての推薦を大義名分にしつつ、同時に自らが気に入っていたジュリアーノ・デッラ・ローヴェレ枢機卿を新たに教皇に即位させる考えを持っていた。そこにイル・モーロによる誘いが加わり、シャルル8世はイタリア諸侯への戦いを挑む宣言をした。
シャルル8世が召集した軍勢は同時代においては類を見ない大軍であり、フランス兵1万7000名とスイス傭兵8000名からなる総勢2万5000名を率いて進軍した。

### 進軍

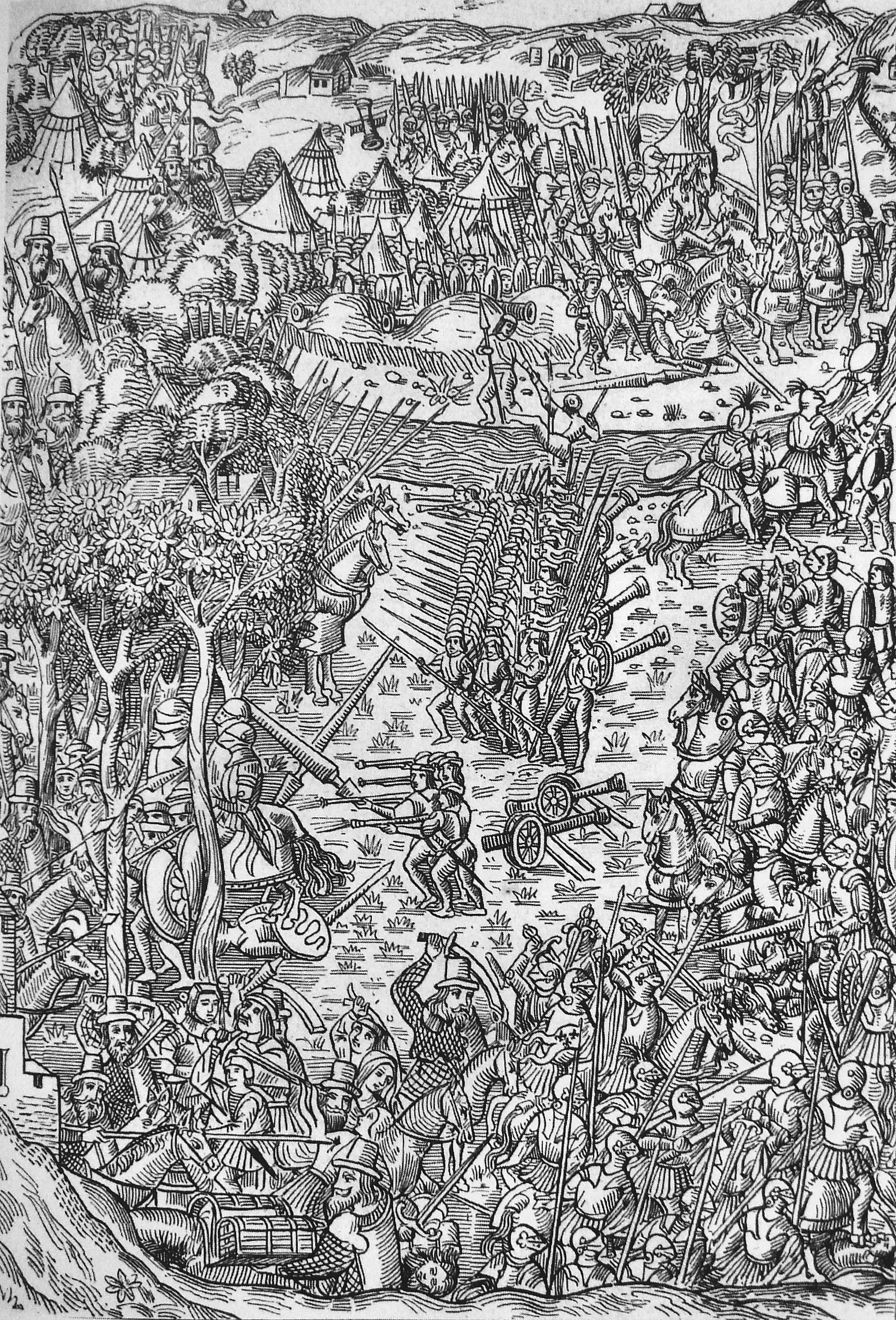
1495年7月6日のフォルノーヴォでの戦闘

まずは南部からミラノ公国に入ったシャルル8世は、次に南下してフィレンツェ共和国に向かって進軍した。共和国内ではどちらにつくかで論争が起きたが、戦乱に巻き込まれることを嫌った共和国の民衆は僭主ピエロ・ディ・ロレンツォ・デ・メディチを追放して臨時政府を樹立した。臨時元首ベルナルド・ルチェッライはフランス王国軍の通行を許可する決定を下した。
1495年2月、教皇領を退けてナポリ王国に到達したシャルル8世は、アルフォンソ2世の跡を継いでいたその弟フェルディナンド2世と対峙した。大軍の前にナポリ王家は為す術もなく王都を初めとする主要拠点を失い、幾つかの領地へと後退した。1495年5月20日に王国平定をほぼ終えたとして、宰相であるモンパンシエ伯ジルベールは一部軍勢を率いて本国へ撤収した。しかし、シャルル8世自身は大多数の軍勢と共にナポリへ滞在を続けていた。
その間、状況を静観していたヴェネツィア共和国は反仏同盟の形成を進め、アレクサンデル6世やナポリ王フェルディナンド2世らと連絡を取り、また神聖ローマ皇帝にも援助を要請するなど水面下で準備を始めていた。やがてフェルディナンド2世が親族であるカスティーリャ・アラゴン王フェルナンド2世の助力を得て、シチリア島から進軍してナポリ王国領を奪還した。規律が緩んでいたフランス軍は慌てて北方へと退却したが、そこにヴィネツィア軍・教皇軍・フィレンツェ軍が立ちふさがり、さらには寝返ったルドヴィーコ・スフォルツァのミラノ軍も加わってイタリア諸侯に包囲される状態となった。
1495年3月31日に結成が宣言された神聖同盟（ヴェネツィア同盟）は、イタリア諸侯軍・スペイン王国・神聖ローマ帝国から編成され、一時はイングランド王国も協力を打診していた。複数の国が結束して一つの国を包囲するという行動は、それまでの欧州ではほとんど見られない行動であった。周辺国全てを敵に回したフランス軍は、イタリア各地を逃げ惑いながらミラノ近郊で連合軍に捕捉され、マントヴァ侯フランチェスコ2世・ゴンザーガを総大将にした連合軍によるフォルノーヴォの戦いで甚大な損害を蒙る結果となった。惨敗の後、生き残ったフランス兵は略奪品のほとんどを置いて故郷へと逃げ帰り、シャルル8世は大いにその名望を落とした。
1498年、シャルル8世は雪辱を果たせないままに事故死した。